# Un gos diví
Un gos diví (títol original en anglès, Angel Dog) és una pel·lícula familiar del 2011 sobre com un gos anomenat Cooper, supervivent d'un accident de cotxe, que s'uneix amb en Jake i l'ajuda a superar una tràgica pèrdua. Aquesta pel·lícula està escrita i dirigida per Robin Nations, a més de produïda i fotografiada per Kevin Nations. Tots dos són marit i muller que treballen per The Nations. La banda sonora de la pel·lícula va ser composta i interpretada pel cantant i compositor Peter Himmelman. S'ha doblat i subtitulat al català.